# Hyalobathra
Hyalobathra är ett släkte av fjärilar. Hyalobathra ingår i familjen Crambidae.

## Bildgalleri

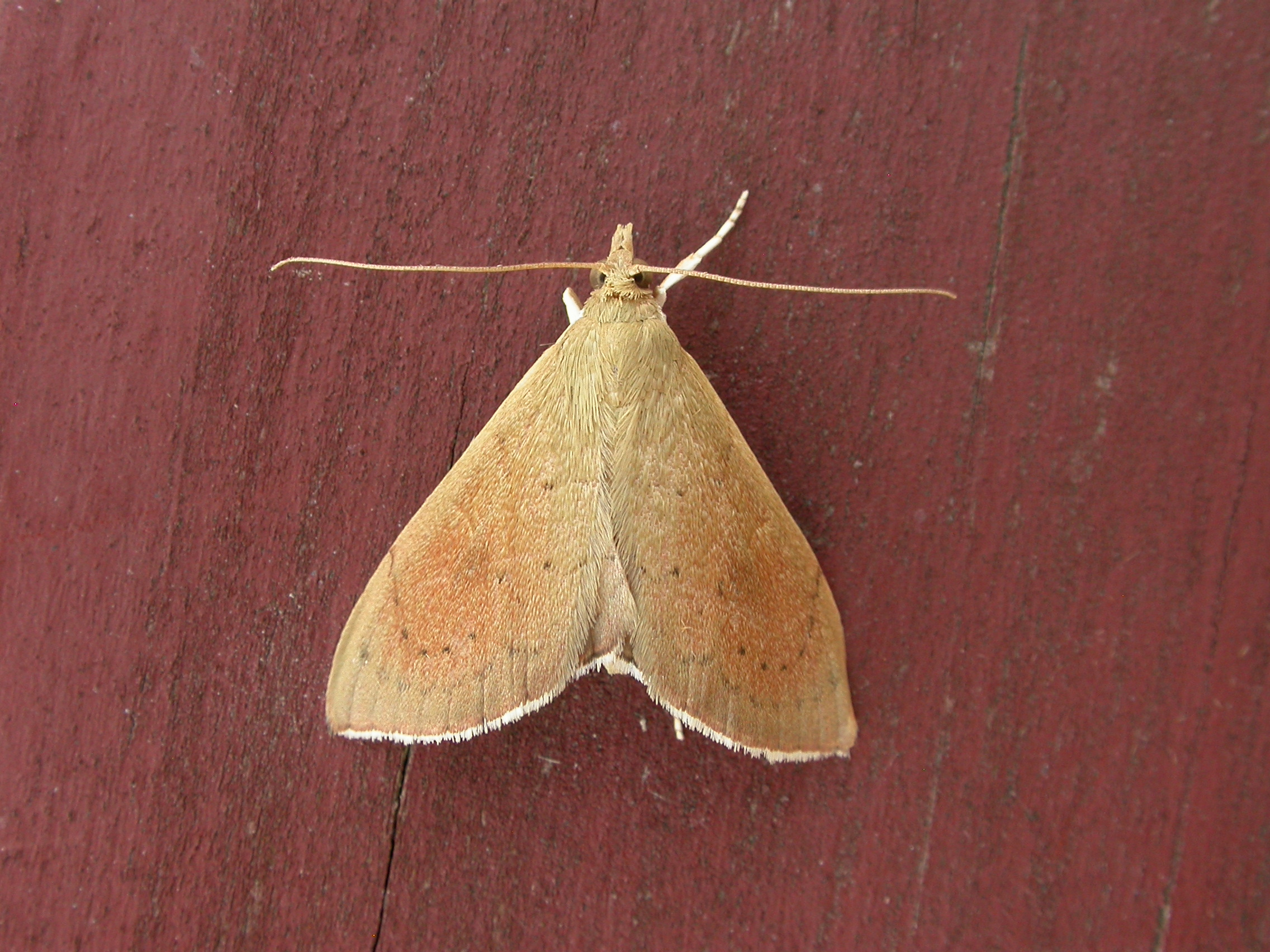
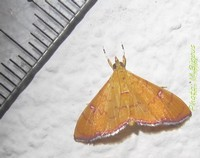

## Dottertaxa tillHyalobathra, i alfabetisk ordning[1]
- Hyalobathra aequalis
- Hyalobathra albofimbrialis
- Hyalobathra amoenalis
- Hyalobathra archeleuca
- Hyalobathra argentifilalis
- Hyalobathra aurata
- Hyalobathra barnsalis
- Hyalobathra caenostolalis
- Hyalobathra charopalis
- Hyalobathra contubernalis
- Hyalobathra dialychna
- Hyalobathra dictatrix
- Hyalobathra dives
- Hyalobathra erromena
- Hyalobathra europsalis
- Hyalobathra filalis
- Hyalobathra illectalis
- Hyalobathra inflammata
- Hyalobathra intermedialis
- Hyalobathra metallogramma
- Hyalobathra micralis
- Hyalobathra minialis
- Hyalobathra minimalis
- Hyalobathra miniosalis
- Hyalobathra niveicilialis
- Hyalobathra opheltisalis
- Hyalobathra orseisalis
- Hyalobathra phoenicozona
- Hyalobathra porphyroxantha
- Hyalobathra primulina
- Hyalobathra retinalis
- Hyalobathra rhodophilalis
- Hyalobathra rhodoplecta
- Hyalobathra rubralis
- Hyalobathra seychellalis
- Hyalobathra thomealis
- Hyalobathra udeoides
- Hyalobathra undulinea
- Hyalobathra unicolor
- Hyalobathra variabilis
- Hyalobathra veroniqueae
- Hyalobathra wilderi
- Hyalobathra xanthocrossa